# Iso-Acetovanilona
Iso-Acetovanilona (ou 3-hidroxi-4-metoxi-acetofenona) é um composto químico orgânico com a fórmula C9H10O3 que é derivado estrutural tanto da acetofenona como do guaiacol (o-metoxifenol). Ele é um derivado da acetofenona com um grupo hidroxila e um grupo metoxi adicionais. Ela difere na posição do grupo metoxi da acetovanilona. Ao invés de tê-lo na posição 3, este encontra-se na posição 4. Os grupos hidroxila e metoxi trocam em comparação com acetovanilona. A estrutura corresponde a uma analogia entre a vanilina e a isovanilina.